# Gheora
Gheora é uma vila no distrito de North West, no estado indiano de Deli.

## Demografia
Segundo o censo de 2001, Gheora tinha uma população de 5920 habitantes. Os indivíduos do sexo masculino constituem 59% da população e os do sexo feminino 41%. Gheora tem uma taxa de literacia de 69%, superior à média nacional de 59,5%: a literacia no sexo masculino é de 75% e no sexo feminino é de 61%. Em Gheora, 13% da população está abaixo dos 6 anos de idade.